# Список музеев и коллекций египетских древностей
Список музеев и коллекций египетских древностей предполагает обзор музейных, университетских и иных общественно доступных коллекций древнеегипетских артефактов. Исключение составляют частные, закрытые для общественности коллекции. Египетские музеи и коллекции представлены в более 60 странах, крупнейшие из которых располагаются на территории Египта, США и ряда европейских стран.
Ниже приведён неполный список музеев и музейных собраний по ряду стран в алфавитном порядке.

## А

### Азербайджан
| Город | Название                                | Открыт | Описание | Изображение |
| ----- | --------------------------------------- | ------ | -------- | ----------- |
| Баку  | Национальный музей истории Азербайджана | 1920   |          |             |

### Алжир
| Город   | Название          | Открыт | Описание | Изображение |
| ------- | ----------------- | ------ | --- | ----------- |
| Шершель | Шершельский музей | 1908   | Античный музей. Среди экспонатов древнеегипетского искусства: статуя жрицы Исиды, основание статуи Тутмоса I (найдено в 1848 году), фрагмент стелы с иероглифами XVI века до н.э.. |             |

### Аргентина
| Город        | Название                                                           | Открыт | Описание | Изображение |
| ------------ | ------------------------------------------------------------------ | ------ | -------- | ----------- |
| Буэнос-Айрес | Museo Etnografico Ambrosetti                                       |        |          |             |
| Буэнос-Айрес | Museo Nacional de Arte Oriental                                    |        |          |             |
| Буэнос-Айрес | Amalia Lacroze de Fortabat Art Collection                          |        |          |             |
| Ла-Плата     | Музей Ла-Платы                                                     |        |          |             |
| Ла-Плата     | Museo de Ciencias Naturales de la Universidad Nacional de La Plata |        |          |             |

### Армения
| Город  | Название                                | Открыт | Описание | Изображение |
| ------ | --------------------------------------- | ------ | -------- | ----------- |
| Ереван | Национальная картинная галерея Армении  | 1921   |          |             |
| Ереван | Национальный исторический музей Армении | 1921   |          |             |

## Б

### Бразилия
| Город          | Название                                            | Открыт | Закрыт        | Описание | Изображение |
| -------------- | --------------------------------------------------- | ------ | ------------- | --- | ----------- |
| Куритиба       | Museu Egípcio e Rosacruz                            |        |               | Около 2000 оригинальных предметов. |             |
| Понта-Гроса    | Археологический музей                               |        |               | |             |
| Рио-де-Жанейро | Национальный музей Бразилии                         | 1818   | 2018 (сгорел) | Был одним из старейших музеев Америк, крупнейшим в Латинской Америке. 2 сентября 2018 года крупный пожар значительно повредил здание музея и уничтожил практически всю коллекцию, насчитывавшую до 20 млн экспонатов. |             |
| Сан-Паулу      | Музей археологии и этнологии Университета Сан-Паулу | 1989   |               | |             |

## Г

### Гана
| Город | Название                | Основан | Описание | Изображение |
| ----- | ----------------------- | ------- | -------- | ----------- |
| Аккра | Национальный музей Ганы | 1957    |          |             |

### Германия
| Город  | Название                                    | Основан | Описание | Изображение |
| ------ | ------------------------------------------- | ------- | -------- | ----------- |
| Мюнхен | Государственный музей египетского искусства | 1934    |          |             |

### Греция
| Город    | Название                           | Основан | Открыт | Описание | Изображение |
| -------- | ---------------------------------- | ------- | ------ | --- | ----------- |
| Афины    | Национальный археологический музей | 1874    | 1893   | Коллекция составлена преимущественно из объектов, переданных в дар музею греческими экспатриантами из Египта и охватывает период с V тысячелетия до н.э до IV века н.э. Находится на первом этаже в залах № 40 и № 41. |             |
| Ираклион | Археологический музей Ираклиона    | 1883    | 1883   | Изделия, датируемые 1450—1400 годами до н. э. |             |

## Д

### Дания
| Город         | Название                    | Основан | Открыт | Описание                                                     | Изображение |
| ------------- | --------------------------- | ------- | ------ | ------------------------------------------------------------ | ----------- |
| Орхус         | Музей древнего искусства    | 1949    |        | [ 3 ]                                                        |             |
| Фредерикссунн | J.F. Willumsens Museum      |         | 1957   | [ 4 ]                                                        |             |
| Копенгаген    | Carsten-Niebuhr-Institut    |         |        |                                                              |             |
| Копенгаген    | Национальный музей Дании    | 1849    | 1849   | [ 5 ]                                                        |             |
| Копенгаген    | Новая глиптотека Карлсберга | 1897    | 1882   | 1900 древнеегипетских экспонатов. Отдел основан в 1882 году. |             |
| Копенгаген    | Ордрупгаард                 | 1918    | 1918   |                                                              |             |
| Копенгаген    | Музей Торвальдсена          | 1848    |        | [ 6 ]                                                        |             |

## Е

### Египет
| Город                      | Название                                                            | Открыт               | Описание | Изображение |
| -------------------------- | ------------------------------------------------------------------- | -------------------- | --- | ----------- |
| Ахмим                      | Музей под открытым небом                                            |                      | Место раскопок |             |
| Александрия                | Александрийская библиотека, Археологический музей                   | 2002                 | Официальная страница |             |
| Александрия                | Греко-Римский александрийский музей                                 | 17 октября 1892      | О музее на сайте Верховного совета древностей Египта |             |
| Александрия                | Kom ed-Dikka Open Air Museum                                        |                      | Место раскопок |             |
| Александрия                | Морской музей                                                       | В планах             | [ 9 ] |             |
| Александрия                | Музей факультета искусств                                           | 1945                 | [ 10 ] |             |
| Александрия                | Александрийский национальный музей                                  | 31 декабря 2003      | |             |
| Александрия                | Подводный музей                                                     |                      | Артефакты, обнаруженные на дне моря. |             |
| Эль-Ариш                   | Синайский музей                                                     |                      | Рассказывает о жизни на Синае, преимущественно о жизни и культуре бедуинов. Пострадал во время атаки боевиков в 2015 году. |             |
| Эль-Ашмунайн (Гермополь)   | Музей под открытым небом                                            |                      | [ 13 ] |             |
| Асьют                      | Национальный музей                                                  | в планах             | Музей разместится во дворце Александра Каратеодори |             |
| Асуан                      | Нубийский музей                                                     | 23 ноября 1997       | Экспозиция Нубийского музея показывает историю Нубии с первобытных времен до наших дней. Также в экспозиции представлены археологические находки, сделанные на Элефантине и в окрестностях Асуана.                                                    |             |
| Асуан (Элефантина)         | Асуанский музей                                                     | 1912                 | Представлено собрание нубийских артефактов, спасённых при строительстве Асуанской плотины. Также выставлены находки с самого острова: утварь, керамика, оружие, мумии.                                                                                |             |
| Асуан (Элефантина)         | Музей Нила                                                          | 2016                 | Рассказывает о реке Нил, ирригационной системе и её прибрежных городах сквозь столетия. |             |
| Бахария                    | Музей золотых мумий                                                 |                      | Представлены обнаруженные Захи Хавассом в 1996 году мумии эллинистического периода из крупного погребального комплекса Бахария и оазиса Фарафра. |             |
| Бени-Суэйф                 | Музей Бени-Суэйф                                                    | 1997                 | |             |
| Исмаилия                   | Исмаильский музей                                                   | 1932                 | Небольшой музей содержит порядка 4 тысяч экспонатов с древнейших времён до эллинистического периода. Здесь рассказано о первом рукотворном канале Дария I, прорытом персами между Бубастисом и Горькими озёрами.                                      |             |
| Каир                       | Египетская национальная библиотека и архив                          |                      | |             |
| Каир                       | Каирский египетский музей                                           | 1902                 | Крупнейшее в мире хранилище предметов древнеегипетского искусства. |             |
| Каир                       | Французский институт восточной археологии                           | 2017                 | [ 19 ] |             |
| Каир                       | Каирский музей почты                                                |                      | [ 20 ] |             |
| Каир                       | Египетский музей текстиля                                           |                      | [ 21 ] |             |
|                            | Музей Гайер-Андерсона                                               | ок. 1945             | В экспозиции представлена картина жизни богатых каирцев в эпоху османского владычества, а также обширная коллекция мебели, ковров, диковинок, принадлежавших Гайер-Андерсону.                                                                         |             |
| Каир                       | Коптский музей                                                      | 1908                 | Коптское искусство |             |
| Каир                       | Деревня фараонов                                                    |                      | На о. Яакуб в парке воссоздан быт египтян со всем его колоритом. Идея создания деревни принадлежит Хассану Рагабу, который в свое время раскрыл секрет изготовления древнего папируса.                                                                |             |
| Каир                       | Медицинский музей                                                   |                      | [ 23 ] |             |
| Каир                       | Египетский национальный военный музей                               | 1938                 | [ 24 ] |             |
| Каир                       | Музей археологического факультета Каирского университета            |                      | |             |
| Каир                       | Музей старого Каира                                                 | в планах             | Станет результатом Проекта восстановления старого Каира |             |
| Каир                       | Национальный музей Египетской цивилизации                           | в планах             | |             |
| Каир                       | Центр папирологии при Ain Shams University                          |                      | |             |
| Карнак                     | Музей под открытым небом                                            | 22 апреля 1986       | |             |
| Каранис                    | Музей Караниса                                                      |                      | |             |
| Кафр-эш-Шейх               |                                                                     | в планах             | Региональный музей. |             |
| Кена                       | Музей додинастического периода                                      | в планах             | |             |
| Ком-Омбо                   | Крокодиловый музей                                                  | 2012                 | [ 26 ] |             |
| Луксор                     | Луксорский музей                                                    | 1975                 | |             |
| Луксор                     | Музей мумификации                                                   | 1997                 | |             |
| Маллави                    | Музей Маллави                                                       | 1963                 | Пострадал 15 августа 2013 года |             |
| Марина-эль-Аламейн         |                                                                     | в планах             | |             |
| Марса-эль-Алам             |                                                                     | в планах             | |             |
| Мерса-Матрух               | Археологический музей                                               | в планах             | |             |
| Эль-Минья                  |                                                                     | строится             | |             |
| Мит-Рахина (Мемфис)        | Музей под открытым небом                                            |                      | |             |
| Порт-Саид                  | Военный музей                                                       |                      | |             |
| Порт-Саид                  | Национальный музей                                                  | в планах             | |             |
| Рашид                      | Национальный музей                                                  |                      | |             |
| Саккара                    | Музей Имхотепа                                                      | 26 апреля 2006       | |             |
| Сан-эль-Хагар (Танис)      |                                                                     |                      | |             |
| Сохаг                      | Археологический музей                                               | строится             | |             |
| Суэц                       | Суэцкий национальный музей древностей                               | 2011                 | Посвящён истории Суэца от доисторических времён до наших дней (1500 экспонатов). |             |
| Тель-Баста (Бубастис)      |                                                                     |                      | Находится на реконструкции. |             |
| Тель-эль-Даба (Аварис)     |                                                                     | в планах             | |             |
| Харга                      | Культурный музей Харги                                              | 1976                 | Представляет артефакты, найденные в Харге и оазисе Дахла, а также охватывает эллинистический, христианский и исламский периоды. |             |
| Хургада                    | Национальный музей                                                  | в планах             | Представит артефакты восточной пустыни, а также другие экспонаты доисторического и исламского периодов. |             |
| Herriat Raznah, Эз-Заказик | Шаркейский национальный музей (The Sharkeya National Museum)        | 1973 (закрыт в 2006) | [ 30 ] |             |
| Шейх Абд эль-Курна         | Музей Заупокойного храма Мернептаха                                 |                      | [ 31 ] |             |
| Шибин-эль-Ком              | Музеи на факультете туризма и гостиничного бизнеса при университете | в планах             | |             |
| Эз-Заказик                 | Археологический музей при университете Заказика                     | 1992                 | [ 32 ] |             |
| Эль-Гиза                   | Музей солнечной ладьи в Гизе                                        | 1985                 | Посвящён реконструированной солнечной ладье фараона Хуфу. |             |
| Эль-Гиза                   | Большой Египетский музей                                            | ожидается в 2020     | Около 50 тысяч экспонатов займут до трети территории музея. Здесь соберут полную коллекцию (5000) древностей Тутанхамона из Каирского музея. Также некоторые предметы прибудут из Луксора, Эль-Минья, Сохага, Бени-Суэйф, Асьюта, Файюма, Александрии |             |
| Эль-Кусейр                 |                                                                     | в планах             | |             |
| Эль-Файюм                  | Археологический музей                                               | в планах             | |             |
| Эль-Файюм                  | Музей под открытым небом Киман Фарис                                | 2015                 | Руины храма Аменхотепа III, эллинистические статуи. |             |
| Эдфу                       | Археологический музей                                               | в планах             | |             |

## И

### Иордания
| Город | Название                         | Открыт | Описание | Изображение |
| ----- | -------------------------------- | ------ | -------- | ----------- |
| Амман | Иорданский археологический музей | 1951   |          |             |

### Ирландия
| Город  | Название                    | Открыт | Описание | Изображение |
| ------ | --------------------------- | ------ | -------- | ----------- |
| Дублин | Национальный музей Ирландии | 1890   |          |             |

## К

### Канада
| Город    | Название                  | Открыт | Описание | Изображение |
| -------- | ------------------------- | ------ | --- | ----------- |
| Монреаль | Музей Редпат              | 1882   | В галерее этнологии представлены 2 мумии Нового царства (ок. 1500 до н.э.) и периода Птолемеев (330-30 до н.э.), несколько мумий животных. |             |
| Торонто  | Королевский музей Онтарио | 1912   | 25000 египетских артефактов из которых 2000 выставлены в зале.                                                                             |             |

### Китай
| Город | Название                                                      | Открыт | Описание                                                                                                  | Изображение |
| ----- | ------------------------------------------------------------- | ------ | --- | ----------- |
| Пекин | Музей искусства и археологии Саклера в Пекинском университете |        | Две стелы священных львов из Леонтополиса эпохи Птолемеев привезены послом Дуанг Фангом в начале XX века. |             |

### Колумбия
| Город  | Название                    | Открыт | Описание | Изображение |
| ------ | --------------------------- | ------ | -------- | ----------- |
| Богота | Национальный музей Колумбии | 1923   |          |             |

### Куба
| Город  | Название                            | Открыт | Описание | Изображение |
| ------ | ----------------------------------- | ------ | -------- | ----------- |
| Гавана | Национальный музей изящных искусств | 1913   | [ 35 ]   |             |

## Л

### Латвия
| Город | Название                    | Открыт | Описание | Изображение |
| ----- | --------------------------- | ------ | -------- | ----------- |
| Рига  | Музей зарубежного искусства | 1920   |          |             |

## Р

### Россия
| Место           | Регион               | Название                                                                                        | Открыт | Египетские экспонаты | Изображение |
| --------------- | -------------------- | ----------------------------------------------------------------------------------------------- | ------ | --- | ----------- |
| Архангельское   | Московская область   | Усадьба «Архангельское»                                                                         | 1919   | Привезённая из Саккары Львом Николаевичем Волковым в 1850 году бронзовая полая статуэтка кошки-богини Бастет с фрагментом мумии внутри. |             |
| Воронеж         | Воронежская область  | Воронежский областной художественный музей имени И. Н. Крамского                                | 1933   | Собрание египетских памятников Отто Фридриха фон Рихтера - 159 ед.. |             |
| Екатеринбург    | Свердловская область | Свердловский областной краеведческий музей                                                      | 1870   | В фондах музея хранится более 20 памятников культуры Древнего Египта. |             |
| Иваново         | Ивановская область   | Ивановский областной художественный музей                                                       | 1883   | Саркофаг щитоносца Анхефа |             |
| Казань          | Татарстан            | Национальный музей Республики Татарстан                                                         | 1894   | Египетская коллекция - 250 ед. |             |
| Москва          | Москва               | Всероссийское музейное объединение музыкальной культуры имени М. И. Глинки                      | 1912   | |             |
| Москва          | Москва               | Музей изобразительных искусств имени А. С. Пушкина                                              | 1912   | В зале искусства Древнего Египта экспонируется около 800 экспонатов, представляющих все периоды истории развития страны фараонов, начиная с IV тысячелетия до н.э. до IV века до н.э.. |             |
| Москва          | Москва               | Музей Востока                                                                                   | 1918   | |             |
| Муром           | Владимирская область | Муромский историко-художественный музей                                                         | 1919   | Бронзовая статуэтка, изображающая богиню Исиду с младенцем Гором на руках. |             |
| Пермь           | Пермский край        | Пермская государственная художественная галерея                                                 | 1922   | Экспозиция древнеегипетских и античных памятников культуры «От Нила до Понта Эвксинского» организована в залах Пермской художественной галереи в 1998-2000 годах. |             |
| Пермь           | Пермский край        | Музей истории Пермского университета                                                            | 1973   | Музей древностей и искусств составляют экспонаты антиквара А.Ф. Эльтермана, а артефакты домашнего музея египетских и античных древностей генерал-майора А.А. Пальникова были переданы университету после национализации частных коллекций. |             |
| Поленово        | Тульская область     | Государственный мемориальный историко-художественный и природный музей-заповедник В.Д. Поленова | 1892   | Археологическая коллекция (Древняя Греция и Древний Египет, VII-VI вв. до н.э.) - 722 ед.. Пейзажи Египта кисти художника. |             |
| Санкт-Петербург | Санкт-Петербург      | Эрмитаж                                                                                         | 1940   | Основу экспозиции составили артефакты, которые привозил в Петербург один из хранителей Эрмитажа, писатель по вопросам искусства Владимир Георгиевич Бок в 1889-1898 годах. |             |
| Санкт-Петербург | Санкт-Петербург      | Центр восточных культур в библиотеке им. В. В. Маяковского                                      | 2017   | Центр посвящён восточным языкам и культуре стран Ближнего и Дальнего Востока. |             |
| Санкт-Петербург | Санкт-Петербург      | Государственный музей истории религии                                                           | 1932   | Фонд «Религии ранних цивилизаций» |             |
| Санкт-Петербург | Санкт-Петербург      | Российская национальная библиотека                                                              | 1795   | Часть Синайского Кодекса - рукописи IV в., являющейся самым ранним и полным из сохранившихся до наших дней списком Священного Писания в переводе на греческий язык (Септуагинта). |             |
| Сарапул         | Удмуртия             | Музей истории и культуры Среднего Прикамья                                                      | 1909   | Коллекция египетских древностей - 28 ед.. |             |
| Смоленск        | Смоленская область   | Смоленский государственный музей-заповедник                                                     | 1888   | Изделия из стекла и эмали, работы мастеров Египта и Ближнего Востока III-I вв. до нашей эры. |             |
| Сочи            | Краснодарский край   | Музей истории города-курорта Сочи                                                               | 1920   | Сосуд янтарного цвета с рельефной надписью на греческом языке: «Радуйся, пока ты здесь» происходит из восточных римских провинций (Египет или Сирия). Подобные чаши использовались в качестве парадной ритуальной утвари, а время их производства определяется I - первой половиной II в. н.э. Таких сосудов известно в мире не более 10, а на Черноморском побережье это единственный экземпляр. Сюда он был завезён возможно через Горгиппию - крупный северопричерноморский центр в первые века н.э. |             |
| Тамбов          | Тамбовская область   | Тамбовский областной краеведческий музей                                                        | 1879   | фрагменты египетского саркофага |             |

## С

### Судан
| Город  | Название                  | Открыт | Описание | Изображение |
| ------ | ------------------------- | ------ | --- | ----------- |
| Хартум | Национальный музей Судана | 1971   | В нём представлены экспонаты различных эпох суданской истории (Кушитское царство и Нубия), а также Древнего Египта. |             |

## У

### Украина
| Город   | Название                                                                 | Основан | Открыт   | Описание | Изображение |
| ------- | ------------------------------------------------------------------------ | ------- | -------- | --- | ----------- |
| Днепр   | Днепропетровский национальный исторический музей имени Д. И. Яворницкого | 1849    |          | |             |
| Киев    | Национальный музей искусств имени Богдана и Варвары Ханенко              | 1919    | 1919     | [ 52 ] |             |
| Киев    | Национальный музей истории Украины                                       | 1899    | май 1944 | Два скарабея |             |
| Киев    | Национальный Киево-Печерский историко-культурный заповедник              | 1922    | 1926     | Саркофаг и крышка |             |
| Одесса  | Одесский архeологический музей                                           |         | 1825     | Третье по величине собрание египетских древностей в бывшем СССР. В настоящий момент коллекция насчитывает более 400 экспонатов, начиная с додинастического Египта и заканчивая эпохой Птолемеев. |             |
| Полтава | Полтавский краеведческий музей                                           | 1908    |          | [ 55 ] |             |

## Х

### Хорватия
| Город  | Название              | Открыт | Описание | Изображение |
| ------ | --------------------- | ------ | -------- | ----------- |
| Загреб | Археологический музей | 1939   | [ 56 ]   |             |

## Э

### Эстония
| Город  | Название                               | Открыт | Описание | Изображение |
| ------ | -------------------------------------- | ------ | --- | ----------- |
| Таллин | Эстонский исторический музей           | 1842   | |             |
| Тарту  | Музей искусств Тартуского университета | 1803   | Музей классических древностей и выставки из фондов современного эстонского искусства. Представлены мумии из коллекции одного из первых эстонских ориенталистов Отто Фридриха фон Рихтера (1791-1816). |             |

## Ю

### ЮАР
| Город    | Название                    | Открыт | Описание | Изображение |
| -------- | --------------------------- | ------ | -------- | ----------- |
| Кейптаун | Южноафриканский изико-музей | 1825   |          |             |

## Я

### Япония
| Город | Название   | Открыт | Описание         | Изображение |
| ----- | ---------- | ------ | ---------------- | ----------- |
| Кока  | Музей Михо | 1997   | Официальный сайт |             |